# اولا، داکوتای جنوبی
اولاً (به انگلیسی: Ola) یک منطقهٔ مسکونی در ایالات متحده آمریکا است که در شهرستان برولی، داکوتای جنوبی واقع شده‌است. اولاً ۱۰٫۴ کیلومتر مربع مساحت و ۱۳ نفر جمعیت دارد و ۵۲۸٫۸۳ متر بالاتر از سطح دریا واقع شده‌است.